# Борки (Камень-Каширский район)
Бо́рки (укр. Бірки) — село в Любешовской поселковой общине Камень-Каширского района Волынской области Украины.
До 2020 года входило в Любешовский район.
Код КОАТУУ — 0723181201. Население по переписи 2001 года составляет 1599 человек. Почтовый индекс — 44240. Телефонный код — 3362. Занимает площадь 2,1 км².